# Гирчиново
Гирчи́ново (болг. Гърчиново) — село в Тирговиштській області Болгарії. Входить до складу общини Опака.

## Населення
За даними перепису населення 2011 року у селі проживали 595 осіб.
Національний склад населення села:
| Національність   | Кількість осіб | Відсоток |
| ---------------- | -------------- | -------- |
| турки            | 413            | 71,7%    |
| болгари          | 163            | 28,3%    |
| цигани           | 0              | 0%       |
| інша             | 0              | 0%       |
| не визначились   | 0              | 0%       |
| Всього відповіли | 576            |          |

Розподіл населення за віком у 2011 році:
Динаміка населення: